# 切爾諾-韋爾希內區
54°24′58″N 51°05′20″E / 54.41611°N 51.08889°E
切爾諾-韋爾希內區（俄语：Челно-Вершинский район），是俄羅斯的一個區，位於該國西南部，由薩馬拉州負責管轄，面積1,162平方公里，2010年人口16,954，人口密度每平方公里14.59人。